# Playa Leona
Playa Leona è un comune (corregimiento) della Repubblica di Panama situato nel distretto di La Chorrera, provincia di Panama. Si estende su una superficie di 52,9 km² e conta una popolazione di 8.442 abitanti (censimento 2010).